# Поморцев, Владимир Евграфович
Владимир Евграфович Поморцев (1904, село Никулино, теперь Добрянского района Пермского края, Российская Федерация — ?) — советский военный деятель, политработник, член Военного совета Таврического военного округа, генерал-майор. Депутат Верховного Совета УССР 3-го созыва.

## Биография
Родился в крестьянской семье.
С 1927 по 1928 год служил в Красной армии.
Член ВКП(б) с 1927 года.
27 февраля 1939 — 18 марта 1942 года — военный комиссар (заместитель командира дивизии по политической части) 9-й пластунской стрелковой дивизии имени Верховного Совета Грузинской ССР. Участник Великой Отечественной войны с 1942 года.
С августа 1942 по 1943 год — начальник политического отдела 9-й армии Кавказского, Закавказского и Северо-Кавказского фронтов. С 1944 по 1945 год — начальник политического отдела 19-й армии Карельского и 2-го Белорусского фронтов.
После войны — на ответственной военно-политической работе в Советской армии.
В июле 1949 — июле 1950 года — член Военного совета Таврического военного округа.

## Звания
- полковой комиссар
- полковник (20.01.1943)
- генерал-майор

## Награды
- орден Отечественной войны I ст. (2.04.1945)
- орден Отечественной войны II ст. (1943)
- два ордена Красного Знамени (13.12.1942, 1.04.1943)
- ордена
- медаль «За оборону Кавказа» (16.10.1944)
- медаль «За победу над Германией в Великой Отечественной войне 1941—1945 годов» (5.09.1945)
- медали